# Los Barriles
Los Barriles, es un poblado localizado al sur del municipio de La Paz en el estado mexicano de Baja California Sur, México. A 64 km al norte de San José del Cabo y a 105 km al sur de La Paz por la carretera federal 1 también conocida como vía larga.
Los Barriles junto a las poblaciones de Buena Vista, Piedras Gordas, Spa Buenavista, Buenos Aires y Agua de la Costa en la Bahía de Palma, conforman un corredor turísticos que ofrece hospedaje de hasta 5 estrellas distintas actividades como cabalgar en caballo, paseo en cuatrimoto y renta de artículos acuáticos.
Es conocido internacionalmente por atraer a turistas de todo el mundo por sus cristalinas aguas y arena blanca, además de albergar distintos concursos de pesca deportiva como el Dorado Shoot Out y el Tuna Shoot Out.
Es también considerada la capital de importantes deportes como Kiteboarding y Windsurf.
Los Barriles cuenta con una población aproximada de 4200 habitantes, de los cuales  2350 son mexicanos y al menos 1850 son de origen extranjero.
- Datos: Q48790841